# Stefanos Kaselakis
Stefanos Kaselakis, gr. Στέφανος Κασσελάκης (ur. 29 marca 1988 w Amarusio) – grecki przedsiębiorca i polityk, w latach 2023–2024 przewodniczący Syrizy.

## Życiorys
Jako nastolatek uzyskał stypendium, dzięki któremu wyjechał do Stanów Zjednoczonych, gdzie kształcił się w Phillips Academy. Ukończył studia ze stosunków międzynarodowych oraz finansów na Uniwersytecie Pensylwanii. Pracował w think tanku Center for Strategic and International Studies. Pozostał w USA, gdzie pracował w banku inwestycyjnym Goldman Sachs, a następnie założył przedsiębiorstwo z branży żeglugowej.
We wrześniu 2023 został wybrany na nowego przewodniczącego lewicowego ugrupowania Syriza (w miejsce Aleksisa Tsiprasa, który ustąpił po kolejnych przegranych przez tę partię wyborach). Stefanos Kaselakis wygrał obie tury głosowania przeprowadzonego wśród członków formacji – w drugiej z nich pokonał byłą minister Efi Achtsioglu. Po jego wyborze doszło do szeregu odejść z partii. We wrześniu tegoż roku władze centralne Syrizy przegłosowały wobec niego wotum nieufności. W tym samym miesiącu sekretariat polityczny partii potwierdził jego usunięcie ze stanowiska przewodniczącego. Odmówiono mu także możliwości wystartowania w kolejnych wyborach na lidera Syrizy. Również w 2024 opuścił tę partię, zakładając własne ugrupowanie.

## Życie prywatne
Jest jawnym gejem.